# Гебда, Юзеф
Юзеф Гебда (пол. Józef Hebda; 7 октября 1906, Львов — 23 сентября 1975, Краков) — польский теннисист-любитель. Неоднократный чемпион Польши, чемпион СССР 1940 года в одиночном разряде, победитель международных турниров в Варшаве и Каннах.

## Биография
Юзеф Гебда, с детства увлекавшийся футболом, теннисом заинтересовался только в 20 лет, но благодаря хорошей физической подготовке уже через три года входил в десятку лучших теннисистов Польши, а в 1931 году стал членом национальной сборной в Кубке Дэвиса, поучаствовав в «сухой» победе над норвежцами.
В 1932 году Гебда впервые стал чемпионом Польши в одиночном разряде, обыграв в финале Игнация Тлочинского. В этом же году он выиграл Международный чемпионат Польши, победив в финале всё того же Тлочинского. На следующий год он повторил свой успех и в национальном, и в Международном чемпионате Польши, где на этот раз победил в финале американского ветерана Уитмена, а также выиграл международный турнир в Каннах, где его соперником в финале снова был Тлочинский. Ещё два чемпионских титула он добыл в 1935 и 1936 годах. Его игра в эти годы, как отмечали комментаторы, была крайне неровной, но в свои лучшие дни он выступал блестяще. Примером может служить матч Кубка Дэвиса 1932 года, когда в поединке с итальянцем Эмануэле Серторио Гебда, проигрывая в первом сете 1-5, выиграл 18 геймов подряд и закончил игру со счётом 7-5, 6-0, 6-0. Среди побеждённых им соперников были знаменитый француз Жан Боротра, австралиец Вивьен Макграт и немец Хеннер Хенкель. В 1938 году поляки при участии Гебды выиграли Кубок Центральной Европы, в котором, кроме них, участвовали команды Италии, Венгрии, Чехословакии и Югославии.
В 1940 году, после присоединения Западной Украины к СССР, Гебда принял участие в чемпионате СССР по теннису. Львовский мастер выиграл титул чемпиона СССР, не отдав соперникам ни одного сета. По итогам 1940 года был включён в число 10 лучших спортсменов по мнению читателей газеты «Советский спорт».
В 1941 году, после того, как Львов заняли немецкие войска, он перебрался в Краков, где и прожил остаток жизни. После войны он продолжал выступать в чемпионатах Польши, где в общей сложности завоевал 13 титулов в разных разрядах, последний из которых пришёлся на 1954 год. В 1947 году он в последний раз сыграл за сборную Польши против команды Великобритании, принеся команде очко в уже проигранном матче.